# Aşıqbayramlı
Aşıqbayramlı är en ort i Azerbajdzjan.   Den ligger i distriktet İsmayıllı Rayonu, i den centrala delen av landet, 160 kilometer väster om huvudstaden Baku. Aşıqbayramlı ligger 447 meter över havet och antalet invånare är 765.
Terrängen runt Aşıqbayramlı är kuperad. Närmaste större samhälle är İsmayıllı, 11,8 kilometer nordost om Aşıqbayramlı. 
Trakten runt Aşıqbayramlı består till största delen av jordbruksmark. Runt Aşıqbayramlı är det ganska glesbefolkat, med 43 invånare per kvadratkilometer.